# 吉田愛里
吉田 愛里（よしだ あいり、1999年10月1日 - ）は、日本の子役。スマイルモンキー所属。

## 人物
趣味はダンス、ダジャレ、プリクラ。

## 出演

### テレビドラマ
- 炎神戦隊ゴーオンジャー（2008年、テレビ朝日）幼い美羽 役

### テレビ
- 爆笑問題の大変よくできました!（2011年、テレビ東京）

### スチール
- ベネッセ